# Coś się dzieje
Coś się dzieje (hindi: कुछ कुछ होता है / Kuch Kuch Hota Hai, urdu: کُچھ کُچھ ہوتا ہ, ang. Something Is Happening) – indyjski film fabularny z 1998 roku w reżyserii Karana Johara. Bollywoodzki obraz, który miał premierę w Indiach 16 października 1998 roku, jest znany również pod skrótowym tytułem KKHH. 
Zdjęcia kręcono w Mumbaju, Ooty (stan Tamilnadu), w Szkocji (hrabstwa East Lothian, Highland i Stirling) oraz na Mauritiusie.

## Fabuła
Popularny szkolny podrywacz Rahul Khanna (Shah Rukh Khan) i Anjali Sharma (Kajol) są studentami college’u i najlepszymi przyjaciółmi. Pewnego dnia w szkole pojawia się Tina Malhotra (Rani Mukerji), córka dyrektora college’u (Anupam Kher). Tina jest piękna i, w odróżnieniu od Anjali, bardzo kobieca i Rahul natychmiast się w niej zakochuje. Anjali widząc ich razem, uświadamia sobie, że kocha Rahula, więc zrozpaczona rzuca szkołę i wyjeżdża, by nie stawać na drodze ich miłości. Osiem lat później Rahul zostaje wdowcem, bo Tina zmarła przy narodzinach ich córki Anjali (Sana Saeed). Z listów od zmarłej matki, mała Anjali dowiaduje się o dawnej przyjaciółce swego ojca – Anjali i postanawia ją odnaleźć. Okazuje się jednak, że Anjali jest zaręczona z przystojnym Amanem (Salman Khan).

## Obsada
- Shah Rukh Khan – Rahul Khanna
- Kajol – Anjali Sharma
- Rani Mukerji – Tina Malhotra
- Salman Khan – Aman Mehra (występ gościnny)
- Farida Jalal – Pani Khanna, mama Rahula
- Reema Lagoo – Pani Sharma, mama Anjali
- Himani Shivpuri – Rifat Bi
- Johnny Lever – Almeida
- Anupam Kher – Dyrektor Malhotra, ojciec Tiny
- Archana Puran Singh – Pani Briganza
- Sana Saeed – Anjali Khanna
- Parzaan Dastur – Silent Sardarji
- Neelam – Grała siebie (występ specjalny)